# EMS VCS 3

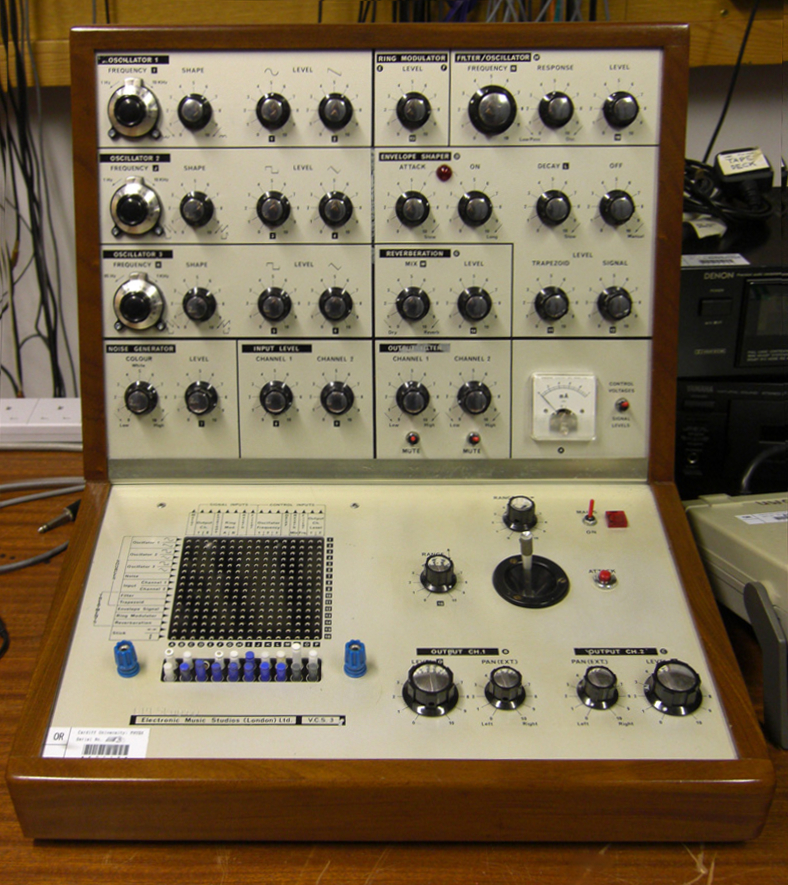
Ein VCS-3: Oben links die drei Hauptoszillatoren, unten links das Patchfeld und unten rechts der Joystick; Tastatur nicht im Bild

Der VCS-3 ist ein monophoner analoger Synthesizer, der von David Cockerell entworfen und erstmals 1969 von der Firma Electronic Music Studios (EMS), London, vorgestellt wurde. Als erster tragbarer Synthesizer überhaupt war der VCS-3 eines der kommerziell erfolgreichsten und technisch bahnbrechendsten Geräte der analogen Ära der 1970er Jahre, indem er große klangliche Leistung mit bis dahin unbekannter Übersichtlichkeit und Handlichkeit verband. In einer Zeit, in der Synthesizer üblicherweise ganze Studiowände einnahmen und über hundert Kilogramm wogen, dabei aber gleichzeitig mehrere hunderttausend Pfund kosteten, darf ein Gerät in Koffergröße zu einem Preis von damals um die 1000 Pfund als großer Fortschritt gewertet werden. Nicht zuletzt diese Tatsache sorgte für die weite Verbreitung des Gerätes in den 1970er Jahren, das neben dem etwas später erschienenen Minimoog sowie einigen Geräten der Firma Arp einer der Synthesizer war, die der elektronischen Musik zum Durchbruch verhalfen und Synthesizer in der Unterhaltungsmusik salonfähig machten. Er wird bis heute von der deutschen Firma EMS Rehberg hergestellt und kann dort bezogen werden. Später folgende Modellvarianten des VCS-3 waren der Synthi-A und der Synthi-AKS. Für alle drei – technisch beinahe identischen – Modelle wird der Begriff VCS-3 allerdings sehr häufig synonym verwendet, so auch auf der LP The Dark Side of the Moon von Pink Floyd, wo eigentlich mehrere Synthi-AKS zu hören sind.

## Modellgeschichte

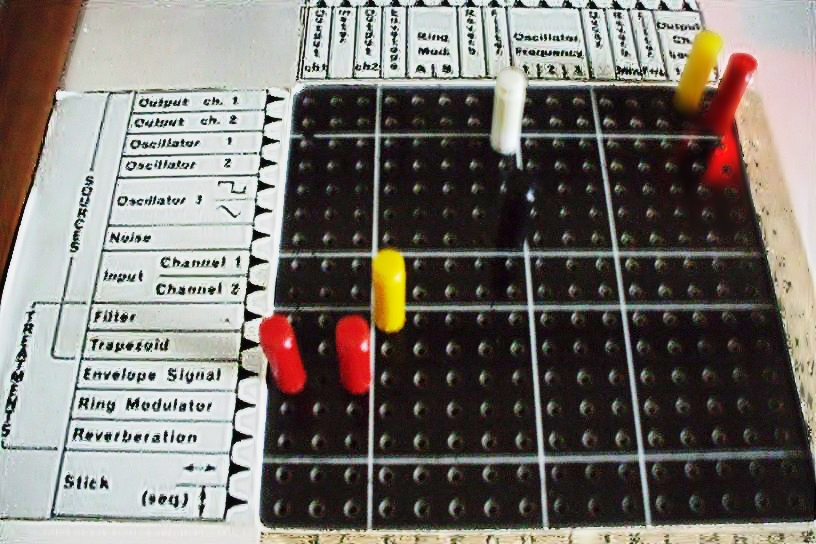
Die Steckerverknüpfungen auf dem VCS 3

Charakteristisch an der 1969 vorgestellten Ausführung des VCS-3 ist das L-förmige Gehäuse aus Holz. Viele Details wurden in Nachfolgemodellen übernommen. Dieser ersten Version mit der Bezeichnung MK I (für Mark I, also die erste Version) folgte etwa 1972 die Version MK II, die sich vor allem durch eine wesentlich verbesserte Stimmstabilität auszeichnete. Die Tendenz, sich zu verstimmen, ist allen analogen Synthesizern dieser Generation zu eigen, war aber beim VCS-3 MK I extrem ausgeprägt. Nicht zuletzt deshalb haftet dem VCS-3 bis heute der Ruf an, als Melodieinstrument ungeeignet, als Geräuschmaschine hingegen unschlagbar zu sein. Während letzteres jedenfalls kaum zu bestreiten ist – wie sich nicht zuletzt auf Jean-Michel Jarres Klassiker Oxygène hören lässt – ist ersteres bei den späteren Modellen nicht mehr zutreffend. Dennoch wurde VCS-3 verhältnismäßig selten als Lead-Instrument eingesetzt.
Ebenfalls um 1972 erschienen die Modellvarianten Synthi-A und Synthi-AKS. Erstere ist technisch weitgehend mit dem VCS-3 MK II identisch, verzichtet jedoch auf das Holzgehäuse und ist stattdessen in den oberen Deckel eines Aktenkoffers eingebaut. Der Synthi-AKS unterscheidet sich vom Synthi-A durch einen in den unteren Kofferdeckel zusätzlich eingebauten Sequenzer und eine Touchpad-ähnliche Tastatur – „K“ und „S“ in der Modellbezeichnung stehen für „Keyboard“ und „Sequencer“. Waren auch Keyboard und Sequenzer noch sehr rudimentär und nicht mit heutigen Geräten vergleichbar, so war diese Kombination aus Synthesizer, Sequenzer und Keyboard in einem Gerät – noch dazu in einem Aktenkoffer verpackt – dennoch für die Zeit eine bahnbrechende Innovation. Bis zum Ende der Ära analoger Synthesizer Anfang der 1980er Jahre gab es kein Gerät, das eine vergleichbare Leistung derart platzsparend und preisgünstig bieten konnte. Eine weitere Neuerung war der Einbau von Lautsprechern, die die Arbeit an Klängen auch unabhängig von einer Verstärkeranlage ermöglichten.

## Technischer Aufbau
Ähnlich dem etwas später entwickelten Minimoog besitzt der VCS-3 drei Oszillatoren, allerdings mit dem Unterschied, dass der dritte Oszillator hauptsächlich als LFO gedacht ist und nur im unteren Audiobereich auch als Klangerzeuger einsetzbar ist. Der erste Oszillator stellt hierbei mit stufenlos regelbarem Anteil eine Sinus- und eine Sägezahnspannung bereit, deren Pulsweite ebenfalls stufenlos regulierbar ist. Der zweite Oszillator erzeugt eine Rechteck- und eine Dreieckschwingung bei gleichen Regelungsmöglichkeiten wie beim ersten Oszillator. Der dritte Oszillator ist identisch mit dem zweiten, hat aber ein viel niedrigeres Frequenzspektrum. Anders als die ersten beiden Oszillatoren dient dieser primär der Erzeugung von Steuerspannungen beispielsweise für Filterverläufe, kann aber auch im Bassbereich als dritter Klangerzeuger eingesetzt werden.
Darüber hinaus bietet der VCS-3 im Wesentlichen die klassischen Einheiten eines Analogsynthesizers als da wären ein Tiefpassfilter mit einstellbarer Güte, Ringmodulator, Rauschgenerator, Hüllkurvengenerator (ADSR), Halleinheit, Equalizer und spannungsgesteuerter Verstärker (VCA). Daneben finden sich diverse Eingänge sowohl für Steuerspannungen als auch für Audiosignale. Letztere können mit den Klangquellen des VCS-3 gemischt und mit den Modulationseinheiten bearbeitet werden, was die Klangvielfalt des Gerätes enorm erweitert und worin sein großes Potential auch in der heutigen Zeit besteht. Mit Hilfe der Steuerspannungen können die einzelnen Komponenten des Gerätes angesteuert werden, insbesondere die Audio-Oszillatoren, wodurch das Gerät heute sogar MIDI-fähig ist und früher wie heute über externe Klaviaturen angesteuert werden kann. Daneben bietet der VCS-3 zur Klangmodulation einen zweiachsigen Joystick, dessen Achsen beliebig beschaltet werden können (beispielsweise Filtergrenzfrequenz auf der x-Achse, Filtergüte auf der y-Achse).
Eine weitere Besonderheit des VCS-3 ist seine Hybridarchitektur zwischen Modularsynthesizer und nicht-modularem Synthesizer. Modularsynthesizer (EMS Synthi 100, Moog Modularsysteme, Arp 2500) bestehen aus einzelnen Modulen, die beliebig verschaltet und kombiniert werden können. Ebenso ist es möglich nach Bedarf später neue Module hinzuzufügen. Vorteil der modularen Architektur ist die große Vielseitigkeit und quasi unbeschränkte Klangvielfalt. Nachteil dieser Architektur sind die enorme Größe und Gewicht und ein schwer zu überblickendes Kabelgewirr aus Patchkabeln, mit dem die Signale von Modul zu Modul übertragen werden. Nicht-modulare Synthesizer (Minimoog, Arp Odyssey) hingegen bieten die gängigsten Einheiten fest miteinander verdrahtet in einem Gehäuse, so dass sie sehr übersichtlich und klein sind und völlig ohne außen verlaufende Kabel auskommen können. Nachteil dieser Architektur ist die von vornherein stark begrenzte Klangvielfalt, die keine ungewöhnlichen Kombinationen zulässt, um neuartige Klänge zu entwickeln.
Der VCS-3 wiederum weist eine Architektur auf, die Vorteile beider Bauweisen verbindet. Zwar ist die Anzahl der Komponenten von vornherein festgelegt und platzsparend im Gehäuse integriert, jedoch ist die Reihenfolge ihrer Verschaltung, anders als bei fast allen anderen Kompaktgeräten, offen. Das den Modularsystemen inbegriffene Problem des Kabelgewirrs umgeht der VCS-3 durch ein Steckfeld, in dem die Ausgänge und die Eingänge in einer Matrix zusammengefasst sind, so dass sich durch Stecken von Pins an den entsprechenden Schnittpunkten sehr schnell und intuitiv Einheiten übersichtlich verbinden lassen. Insbesondere kann durch nur halbtiefes Einstecken von Pins ein Klang vorbereitet werden, der sich dann durch Niederdrücken des entsprechenden Stifts in Sekundenschnelle herstellen lässt, was bei anderen Synthesizern dieser Generation nicht möglich ist. Die Steckfeldarchitektur ist EMS-typisch und hat sich trotz ihrer Vorteile nicht durchgesetzt, auch weil derartige Strukturen mit dem Aufkommen digitaler Synthesizer technisch überflüssig wurden.

## Einsatzmöglichkeiten heute
Auch wenn die Technik bereits vergleichsweise alt ist, bieten sich auch heute immer noch Einsatzmöglichkeiten für den VCS-3, in denen er kaum zu übertreffen ist. Zwar ist die Klangerzeugung aufwändig und Klänge lassen sich nicht speichern, dafür bietet das Gerät aber eine Wärme und einen Charakter, der – wie bei vielen anderen Analogsynthesizern der Ära – unverwechselbar und nicht durch digitale Geräte zu ersetzen ist. Seine aufwändige Handhabung erfordert im Live-Einsatz sehr genaue und routinierte Kenntnisse des Gerätes, weshalb es so gut wie nie auf der Bühne zu sehen ist. Im Studio dienen VCS-3 bis heute als Musikinstrumente, aber auch als Klangerzeuger im Sounddesign-Bereich. Gerade hier macht die offene Architektur das Gerät sehr zeitlos, da es sehr einfach mit modernen Geräten zu verbinden ist. So lassen sich beispielsweise großartige Klangwelten dadurch erzeugen, dass ein Chorsound eines modernen polyphonen Gerätes in den VCS-3 eingespeist und dann mit den internen über MIDI angesteuerten Oszillatoren vermischt wird. Dieser jetzt entstandene „polyphone Klang mit analogem Charakter“ kann dann beispielsweise durch das sehr charakteristische Filter moduliert oder durch andere Komponenten des Synthesizers verfremdet werden. Anschließend können mit modernen Effektgeräten Hall- und Delay-Effekte in gewohnt hoher Qualität hinzugefügt werden, so dass sich einzigartige Klänge, mit dem Charakter der analogen Geräte, bei gleichzeitiger gewohnt hoher Klangqualität moderner Produktionen erzeugen lassen.

## Einsatz in der Rockgeschichte
1969 war der VCS-3 erstmals auf dem Debütalbum der Band White Noise An Electric Storm zu hören. Weitere Rockgruppen, die das Instrument verwendeten, waren Roxy Music, Tangerine Dream, Pink Floyd, King Crimson und The Who. Vor allem Tangerine Dream setzten mehrere dieser Geräte bereits auf ihren ersten Alben ein (Alpha Centauri, Atem und Zeit). Hier dient der VCS-3 allerdings noch als reine Geräuschkulisse. Auf Phaedra wird der VCS-3 bereits ausgetüftelter eingesetzt, insbesondere zur Modulation der Klänge anderer Instrumente, so beispielsweise derer eines Mellotrons. Eine ähnliche Funktion übernimmt der VCS-3 auf der LP Who’s Next: In dem Song Won’t Get Fooled Again wird er ebenfalls als klangmanipulierendes Instrument verwendet. Zu hören ist eine Hammondorgel, die einen Basisklang erzeugt, der durch das Filter und die NF-Generatoren des VCS-3 verfremdet und mit einem Impuls angesteuert wird. Ein sehr renommiertes Beispiel für einen VCS-3 Einsatz ist der Song On the run auf der Pink-Floyd-LP The Dark Side of the Moon. Hier handelt es sich in Wahrheit um mehrere Modelle der Variante Synthi-AKS, deren Sequenzer verbunden und mit einer Vielzahl von anderen VCS-3 Spuren überlagert wurden. Bis auf die verzerrten Gitarrenklänge am Ende und die Spracheinspielungen besteht das Stück ausschließlich aus VCS-3 Klängen, so ist beispielsweise die Hi-Hat in Wahrheit ein kurzes hohes Signal des Rauschgenerators. Weitere bekannte Beispiele für VCS-3 Klänge bei Pink Floyd sind der Song Welcome to the machine auf dem Album Wish you were here, wo die Basslinie und sämtliche Maschinengeräusche vom VCS-3 stammen, sowie der Wind am Ende des Songs Wish you were here auf demselben Album. Sehr massiven Einsatz fanden VCS-3 auch auf dem Album Oxygène von Jean-Michel Jarre, wo insbesondere das Wellenrauschen, der Wind und ähnliche Effekte vom VCS-3 erzeugt wurden.